# AACTA alla miglior attrice internazionale
L'AACTA alla miglior attrice internazionale (AACTA International Award for Best Actress) viene assegnato dal 2012 all'attrice in un film non australiano votata come migliore dall'Australian Academy of Cinema and Television Arts.

## Vincitori e candidati

### Anni 2010-2019
- 2012
  - Meryl Streep - The Iron Lady
  - Glenn Close - Albert Nobbs
  - Tilda Swinton - ...e ora parliamo di Kevin (We Need to Talk About Kevin)
  - Mia Wasikowska - Jane Eyre
  - Kirsten Dunst - Melancholia
  - Michelle Williams - Marilyn (My Week with Marilyn)
- 2013
  - Jennifer Lawrence - Il lato positivo - Silver Linings Playbook (Silver Linings Playbook)
  - Jessica Chastain - Zero Dark Thirty
  - Marion Cotillard - Un sapore di ruggine e ossa (De rouille et d'os)
  - Nicole Kidman - The Paperboy
  - Emmanuelle Riva - Amour
  - Naomi Watts - The Impossible
- 2014
  - Cate Blanchett - Blue Jasmine
  - Amy Adams - American Hustle - L'apparenza inganna (American Hustle)
  - Sandra Bullock - Gravity
  - Judi Dench - Philomena
  - Meryl Streep - I segreti di Osage County (August: Osage County)
- 2015
  - Julianne Moore - Still Alice
  - Essie Davis - Babadook (The Babadook)
  - Felicity Jones - La teoria del tutto (The Theory of Everything)
  - Rosamund Pike - L'amore bugiardo - Gone Girl (Gone Girl)
  - Reese Witherspoon - Wild
- 2016
  - Cate Blanchett - Carol
  - Emily Blunt - Sicario
  - Brie Larson - Room
  - Saoirse Ronan - Brooklyn
  - Charlize Theron – Mad Max: Fury Road
- 2017
  - Emma Stone - La La Land
  - Amy Adams - Arrival
  - Isabelle Huppert - Elle
  - Ruth Negga - Loving
  - Natalie Portman - Jackie
- 2018
  - Margot Robbie - Tonya (I, Tonya)
  - Sally Hawkins - La forma dell'acqua - The Shape of Water (The Shape of Water)
  - Judi Dench - Vittoria e Abdul (Vittoria & Abdul)
  - Frances McDormand - Tre manifesti a Ebbing, Missouri (Three Billboards Outside Ebbing, Missouri)
  - Saoirse Ronan - Lady Bird
- 2019
  - Olivia Colman - La favorita (The Favourite)
  - Glenn Close - The Wife - Vivere nell'ombra (The Wife)
  - Toni Collette - Hereditary - Le radici del male (Hereditary)
  - Lady Gaga - A Star Is Born
  - Nicole Kidman - Destroyer

### Anni 2020-2029
- 2020[2][3]
  - Saoirse Ronan - Piccole donne (Little Women)
  - Awkwafina - The Farewell - Una bugia buona (The Farewell)
  - Charlize Theron - Bombshell - La voce dello scandalo (Bombshell)
  - Renée Zellweger - Judy
  - Scarlett Johansson - Storia di un matrimonio (Marryage Story)
- 2021[4][5]
  - Carey Mulligan - Una donna promettente (Promising Young Woman)
  - Viola Davis - Ma Rainey's Black Bottom
  - Vanessa Kirby - Pieces of a Woman
  - Frances McDormand - Nomadland
  - Eliza Scanlen - Babyteeth - Tutti i colori di Milla (Babyteeth)